# Поріг Вайвілла Томсона
60°07′48″ пн. ш. 7°36′00.0″ зх. д. / 60.13000° пн. ш. 7.600000° зх. д.
Поріг Вайвілла Томсона, (англ. Wyville Thomson Ridge) — підводний хребет між Фарерськими островами і північним узбережжям острова Велика Британія.
Назву отримав на честь Чарльза Вайвілла Томсона (англ. Charles Wyville Thomson) — шотландського океанографа, біолога, геолога, мінералога.
Цей хребет відомий також як Фареро-Шетландський підводний хребет.

## Географічне положення
Поріг Вайвілла Томсона - це підводне скелясте плато, розташоване в Атлантичному океані, в північно-східній частині жолобу Рокол (англ. Rockall Trough), на межі між Атлантикою та Північним Льодовитим океаном . Починаючись на краю шотландського континентального шельфу приблизно в 150 км на північний захід від мису Гніву (англ. Cape Wrath), він простягається в північно-західному напрямку до Фарерської банки.
Хребет (Поріг) Вайвілла Томсона має ширину приблизно 20 км і довжину 70 км і піднімається з глибин понад 1000 метрів до менш ніж 400 м на вершині і відділяє жолоб Рокол в Атлантичному океані від  Фареро-Шетландського жолоба (англ. Faroe–Shetland Channel) в Норвезькому морі. Він є утворенням складної топографії, що включає Фарерську платформу та значні підводні гори та канали, що лежать на південь та південний захід від платформи.

## Геологія та гідробіологія
Поріг Вайвілла Томсона, як і розташований паралельно йому, менший за довжиною, поріг Имір (англ. Ymir), що обмежують Плато Роколл,  був започаткований рифтовими процесами в ранньому Палеоцені. Ці рифтові процеси  супроводжувалися магматичною фазою, яка спричинила утворення великих об'ємів інтрузивних та екструзивних магматичних порід.
Сформований з великих ділянок кам'янистих рифів, він став прихистком для різноманітних біологічних спільнот, включаючи ряд губок; корали; брахіоподи; мохоподібні; морські зірки; морські їжаки, морські огірки та морські павуки, що, в свою чергу, сприяє збільшенню кількості твердого рифоутворюючого субстрату.
Станом на 2020 рік гео-біологічне утворення «Поріг Вайвілла Томсона» площею 1,740 км², згідно з Британським Об'єднаним комітетом з охорони природи (англ. JNCC — Joint Nature Conservation Committee) має статус Особлива Морська Заповідна Зона (англ. MPA — Marine Protected Area) .
За результатами 20-ї Радянської Антарктичної Експедиції 1974-76 року було з'ясовано, що в голоцен-плейстоцені ділянки земної кори де знаходиться поріг Уайвілла Томсона, разом з Фареро-Шетландським жолобом, а також  Фареро-Ісландський поріг, переживали підняття, що створювало перешкоди на шляху атлантичних вод і спричинили суттєві зміни клімату Північного Льодовитого океану.

## Гідрологія
Хребет розділяє відносно тепліші води жолобу Рокол від відносно більш прохолодних вод Фареро-Шетландського жолобу і є перехідною зоною між двома водними масами.
Практично в усій товщі води, за виключенням невеликої придонної частини, над порогом відбувається перенос теплих північноатлантичних вод. У придонному ж шарі відбувається циркуляція холодних арктичних вод північноатлантичної котловини.
Транзит атлантичних вод через поріг Вайвілла Томсона та Фареро-Шетландський канал (жолоб). до Арктики є надзвичайно важливим чинником для формування клімату Землі, забезпечуючи трохи менше половини загального масового потоку і трохи більше половини всього транспорту тепла атлантичного походження в Арктику.